# Bructeri
I Bructeri (anche Brutteri) erano una tribù germanica che, tra il 100 a.C. e il I secolo d.C., erano stanziati nella Germania Magna nord-occidentale (Soester Börde), tra i fiumi Lippe e Ems, a sud della foresta di Teutoburgo, oggi nella Renania Settentrionale-Vestfalia.

## Storia
Si allearono coi Cherusci, i Marsi e i Catti, sotto il comando di Arminio, sconfiggendo nel 9 a.C. le legioni romane guidate da Publio Quintilio Varo nella battaglia di Teutoburgo. Sei anni dopo, uno dei generali comandati da Germanico, Lucio Stertinio, sconfisse i bructeri e devastò le loro terre.
Nel 69/70 d.C. parteciparono alla rivolta dei Batavi ispirata da Velleda, una loro sacerdotessa (vǫlva) poi catturata dai Romani.
Tacito racconta che Camavi ed Angrivari emigrarono nei territori dei Bructeri, dopo averli cacciati e totalmente annientati, in alleanza con altre popolazioni vicine, che lo scrittore latino ringrazia per «offrire diletto allo sguardo romano», senza che Roma dovesse intervenire. Dei Bructeri caddero più di 60.000.
(Tacito, De origine et situ Germanorum, XXXIII, 3.)
All’inizio del IV secolo ripresero di nuovo la guerra contro i Romani e Costantino I li vinse nel 310.
Alla fine, i pochi Bructeri rimasti furono assorbiti dai Franchi.